# Українці в Узбекистані
Українська діаспора в Узбекистані — українська національна спільнота, яка постійно проживає на території Узбекистану.

## Історія

### Початок переселення українців на узбецькі землі
Перші українці починають оселятися тут ще в 1860-х рр., коли почалася колонізація цієї території Росією. У 1867 р. генерал Герасим Ковпаківський, український дворянин, на чолі Семиріченського козацького полку, що складався майже виключно з українців з Харківської й Чернігівської губерній, пішов походом на Кокандське ханство, здобув Коканд. Тоді виникли перші українські поселення також на території Узбекистану.
Нова хвиля «поселенців» з Полтавської, Чернігівської, Київської, а також з Харківської й Катеринославської губерній прибула в зв'язку з будівництвом залізниць Оренбург — Ташкент та Ташкент — Андижан.
Після поразки революції 1905—1907 pp. в Туркестан заслали чимало українців, робітників та службовців, нижчих урядовців — вони утворили національно свідомий елемент Ташкентської залізниці. Після завершення будівництва залізниць потік «переселенців»-українців посилився. Українці становили великий процент у складі спеціальних (особых) туркестанських військ — особливо в 1 та 2 Туркестанських піхотних корпусах, 1 стрілецькій Туркестанській бригаді. За приблизними підрахунками на території від Каспійського моря до Паміру лише у військах налічувалося в 1913 р. понад 200 тисяч українських військових, а напередодні революції мешкало тут близько півмільйона українців.
Були українці — політичні засланці. З відомих — творець художньої школи в Кам'янці-Подільському художник Вячеслав Розвадовський (в Ташкенті від 1912 р.). У Ташкенті, в міській бібліотеці, було утворено український відділ (відомості з 1911 p.). Систематично ставив українські п'єси в Ташкенті драматург і режисер Костянтин Ванченко-Писанецький. Почалася видавнича діяльність. У 1913 p., наприклад, в Ташкенті вийшла збірка поезій Ф.Гаврильченка «Перші згуки». Таких окремих згадок, особливо в театральному житті, можна назвати більше. Українці Туркестану, а зокрема Ташкенту, зустріли 1917 рік готові до організаційної праці, яка, очевидно, почалася б раніше, якби не переслідування українства, що посилилося з вибухом Першої світової війни.

### Українська громада Ташкента та Туркестану в 1917—1921рр.
В березні 1917 р. було утворено Туркестанську українську громаду на чолі з її тимчасовою радою, що розмістилася в будинку на вул. Гоголівській, 14 (пізніше в Кольцовському училищі на розі Хівинської та Шипкинської). В момент утворення Туркестанська українська громада в Ташкенті налічувала 250 членів. Протягом квітня — червня 1917 р. виникає близько 40 громад в містах та українських селах Туркестану, серед них в Андижані, Самарканді, Намангані, Бухарі, Каґані, Фергані. У квітні Тимчасову раду ТУГ перетворено в постійну в складі 9 членів. Головою став Василь Омельчук, підприємець з Ташкенту, його заступниками — Дмитро Помагайбі, сотник Андрій Долуд, адвокат Іван Опоків (до речі, родич Михайла Грушевського по його матері), драматург Костянтин Ванченко-Писанецький (якого я вже згадував). До них згодом приєднали двох галичан — Дмитра Левицького і Володимира Кузьмовича. У травні ТУГ звернулася до Центральної Ради в Києві, прохаючи допомогти в ділянці культу ри й освіти. Зі свого боку ТУГ організувала в червні два батальйони добровольців — один у Ташкенті (під командуванням сотника Долуда, пізніше члена Центральної Ради і відомого військового діяча), другий в Самарканді (сотника Івка); обидва відправилися до Києва на допомогу Центральній Раді. ТУГ прийняла три універсали Центральної Ради. При ТУГ була утворена бібліотека, було проведено концерти на честь Тараса Шевченка, а 1 травня кілька тисяч організованих українців взяло участь у Святі свободи в Ташкенті. В цей же час було утворено Ташкентський солдатський український комітет та Кружок української молоді. Почала свою діяльність українська театральна трупа Чернова.
25 березня 1917 р. зібралися установчі збори українців Ташкента, на яких вперше "залунали щирі, одверті промови на українській мові, уперше проспівано національний гімн "Ще не вмерла Україна. Збори обрали тимчасову раду, якій доручили скласти статут української організації краю. Вона мала називатися «Туркестанська Українська громада в Ташкенті». Від її імені направили вітання Всекраїнському Національному конгресові у Київ, а надалі громада налагодила досить сталий зв'язок з батьківщиною. На травень 1917 р. Туркестанська українська громада об'єднувала 320 дійсних членів, поступово до неї приєднувалися представники інших міст, в яких також мешкали переселенці з України (Самарканда, Ашгабада, Коканда, Намангана, Андижана, Мерва, Бухари, Вєрного, Пішпека).
Процес організації української громади поволі поширювався на українські села Семиріччя, Самаркандської області (так званий Голодний Степ), Закаспію, Ферганської долини. Щоправда, через величезні відстані й погане сполучення важко було підтримувати між ними постійні контакти.
У самому ж Ташкенті робота розгорталася досить плідно: працювали українські бібліотеки і читальні, український хор з 70 співаків, діяли курси української мови, історії та історії письменства, на яких викладали офіцери-бранці з Галичини.
Туркестанська українська рада опікувалася притулком галичан, який утримував шевську, кравецьку, теслярну та гончарну майстерні і мав невеличку українську школу для малечі. Велася підготовка до заснування у Ташкенті клубу під назвою «Українська хата» тощо.
14 — 18 січня 1918 р. у Ташкенті відбувся Перший всекрайовий український з'їзд. Обраному з'їздом виконкому насамперед доручалося налагодити видання газети для українців, які мешкали у Туркестанському краї. Перший номер цього органу вийшов 19 березня 1918 р. під назвою «Туркестанська рада».
У передовій статті зазначалося, що «…се вперше з'являється в Туркестанському краї українська газета, се вперше лунає отут українське рідне слово».
Також на зʼїзді було створено керівний орган — «виконавчий комітет (крайову розправу) Всетуркестанської української крайової ради», хоч саму раду передбачалося обрати найближчим часом. Згідно ухвал згаданого з'їзду українці Туркестанського краю мали «у всіх національних справах слухати і коритись наказам і вказівкам законної влади Української Народної Республіки».
Газета «Туркестанська Рада» також відзначала, що після проголошення IV Універсалу з появою у краї відомостей про створення незалежної суверенної Української республіки «число людей, охочих вступити в горожанство нової республіки, навіть з інших національностей, значно побільшало». Разом з тим, зверталася увага на те,, що «жадна з туркестанських руських газет не подала досі докладних звісток про самостійність України і не видрукувала, хоч би у коротких замітках (котрі одній з соціалістичних газет були подані) змісту 4-го Універсалу. Буцім-то його й не було».
Тим часом неможливо було не помічати піднесення українського руху у Туркестані, викликане появою цього документа Центральної Ради. 10 березня 1918 р. у 2-му Сибірському полку після відправи українською мовою служби і читання Євангелія, виголосили многоліття усьому християнському людові, законній державній владі — Українській Центральній Рада та славному козацтву України. Виступом хору Туркестанської української громади розпочався великий концерт.
11 березня (26 лютого за ст. ст.) 1918 року відбулася панахида по Т.Шевченку. Після співу «Заповіту» та українського гімну заслухали виступи про життя поета. На його честь заспівали навіть спеціально написану кантату «І світає, і смеркає».
12 березня 1918 р. делегати Всетуркестанського українського з'їзду Дмитро Левицький та М.Молодоженюк виїхали до Києва з наказом вітати Центральну Раду і обговорити ряд важливих питань: «про прийом горожанства Української республіки, про заснування консулату для захисту і оборони прав горожан українських і комісаріату за-для тих українців, які зостануться у руському підданстві, про потрібні на ці установи кошти, про переведення закону національно-персональної автономії для українців, підданців тутешніх, яко національної меншості, для забезпечення місця для туркестанських українців в Українських Установчих зборах» тощо.
За дорученням Ташкентського українського залізничного гуртка передбачалося також порушити питання про переведення українців з Туркестану на відповідні місця і посади в Україні.
Гостро негативно «Туркестанська Рада» відреагувала на гетьманський переворот, висловивши сподівання, що це «тільки хвилеве знесилення державного організму молодої Української Народної Республіки».

### Українці Узбекистану за радянського часу
Значне число українців у 1920-х—1930-х рр. було примусово переселено до Узбекистану за опір колективізації та інші форми неприйняття політики радянської влади. У період індустріалізації республіки сюди стали прибувати великі групи українських робітників і спеціалістів для роботи на машинобудівних заводах та інших промислових підприємствах. В період німецько-радянської війни в Узбекистан було евакуйовано цілий ряд українських промислових підприємств, науково-дослідницьких та вищих навчальних закладів, мистецьких колективів. Вже у 1941 р. сюди прибули Український інститут мистецтв, Одеський інститут інженерів морського транспорту, Харківський сільськогосподарський інститут, Харківський завод «Електростанок» та багато інших. В Узбекистані в період війни продовжили діяльність понад тридцять українських театральних, музичних груп, учбових закладів. Зокрема, в Ташкенті діяв театр імені Івана Франка, до творчого колективу якого входили Наталля Ужвій, Є. Пономаренко, Амвросій Бучма. Деякі з українців, що виїхали в евакуацію, залишились у республіці і після закінчення війни. Серед них українська мисткиня Маргарита Старовойт, що залишила Узбекистану графічні твори, екслібриси, книжкові ілюстрації. За радянських часів умов для національно-культурного розвитку українців в Узбекистані не було. Ситуація стала змінюватися в 1990-х рр. після розпаду СРСР і здобуття Узбекистаном незалежності.

## Сьогодення
Протягом 1992—1996 рр. з Узбекистану в Україну на постійне місце проживання прибуло 93,8 тис. осіб, виїхало у зворотному напрямі 13,2 тис. Позитивне для України сальдо за результатами міграційного обміну населенням з Узбекистаном сягнуло за ці роки 80,5 тис. чоловік. Абсолютну більшість їх становили українці.
У 1989 р., в Узбекистані проживало 153,2 тис. українців (0,8 % населення країни). Це найбільша за чисельністю українська діаспора в країнах Центральної (Середньої) Азії. Більше половини українців проживало в Ташкенті (60,0 тис.; 2,9 % населення столиці) та в столичній області (26,6 тис.; 1,2 % населення). Відносно мало українців було в інших областях. Українці проживають в Самаркандській (14,2 тис.), Бухарській (12,9 тис.), Ферганській (11,1 тис.) областях. Вважало своєю рідною мовою українську 49,2 % українців Узбекистану.
У 1993 р. в Ташкенті було засновано Український культурний центр «Батьківщина», який з «1996» р. випускає вісник «Батьківщина». Значну частину ефірного часу телебачення присвячує популяризації української культури. У Ташкенті відкрито українську недільну школу. В середній школі імені Т. Шевченка, збудованій після землетрусу українськими будівельниками, здійснюється викладання української мови та літератури.

## Українські громадські організації Узбекистану
1. Республіканський український культурний центр «Славутич»
2. Товариство дружби «Узбекистан-Україна»
3. Український культурний центр «Батьківщина» в м. Ташкенті
4. Український культурний центр «Надія»

## Відомі українці Узбекистану
Мирослав Гаврилів — член колегії Нарокмату освіти Узбецької РСР.